# Mahesh Kakde
Mahesh Kakde (1983. július 13., Akola –) egy algebrai számelmélettel foglalkozó matematikus.

## Életrajz
Mahesh Kakde 1983. július 13-án született Akolában, Indiában. 2004-ben a Bangalore-i Indiai Statisztikai Intézetben szerzett Bachelor of Mathematics fokozatot, 2005-ben pedig a Cambridge-i Egyetemen mesterdiplomát. 2008-ban doktorált Cambridge-ben, témavezetője John Coates volt. Ezt követően Princeton Egyetemen, a University College Londonban és a King's College-ban dolgozott, majd 2019-ben az Indian Institute of Science professzora lett Bangalore-ban.

## Kutatás
Kakde bebizonyította az Iwasawa-elmélet fő sejtését a teljesen valós μ = 0 esetben. Samit Dasguptával és Kevin Ventullóval együtt bebizonyította a Gross–Stark-sejtést. Samit Dasguptával közösen bebizonyították a Brumer–Stark sejtést egy 2-hatvány szorzó erejéig. A bizonyítás során használt módszerek általánosításával továbbá megoldották Hilbert 12. problémáját teljesen valós számtestekre. Dasgupta és Kakde módszereit használva Johnston és Nickel belátták az ekvivariáns Iwasawa-fősejtést Abel-számtestekre a μ = 0 feltevés használata nélkül.

## Elismerések
2019-ben Kakde megkapta a Swarnajayanti-ösztöndíjat.
Samit Dasguptával együtt Kakde volt az egyik meghívott előadó a 2022-es Nemzetközi Matematikai Kongresszuson; előadásuk témája a Brumer–Stark-sejtéssel kapcsolatos munkájuk volt.
2022-ben Kakde elnyerte az Infosys-díjat az algebrai számelmélet területén végzett munkájáért.